# KBO 도루상
KBO 도루상은 연말 KBO 리그 시상식에서 해당 연도 정규 리그의 도루 1위에게 수여하는 상이다. 기존 명칭은 한국프로야구 최다 도루상이었으나 KBO의 브랜드 아이덴디티 통합 작업에 따라 2015년 시즌부터 "KBO 도루상"이라는 새로운 명칭을 사용하게 되었다.

## 연도별 수상자
| 연도   | 이름   | 소속          | 도루 | 비고                |
| ------ | ------ | ------------- | ---- | ------------------- |
| 1982년 | 김일권 | 해태 타이거즈 | 53   |                     |
| 1983년 | 김일권 | 해태 타이거즈 | 48   |                     |
| 1984년 | 김일권 | 해태 타이거즈 | 41   |                     |
| 1985년 | 김재박 | MBC 청룡      | 50   |                     |
| 1986년 | 서정환 | 해태 타이거즈 | 43   |                     |
| 1987년 | 이해창 | 청보 핀토스   | 54   |                     |
| 1988년 | 이순철 | 해태 타이거즈 | 58   |                     |
| 1989년 | 김일권 | 태평양 돌핀스 | 62   |                     |
| 1990년 | 김일권 | 태평양 돌핀스 | 48   |                     |
| 1991년 | 이순철 | 해태 타이거즈 | 56   |                     |
| 1992년 | 이순철 | 해태 타이거즈 | 44   |                     |
| 1993년 | 전준호 | 롯데 자이언츠 | 75   |                     |
| 1994년 | 이종범 | 해태 타이거즈 | 84   | 단일 시즌 최다 도루 |
| 1995년 | 전준호 | 롯데 자이언츠 | 69   |                     |
| 1996년 | 이종범 | 해태 타이거즈 | 57   |                     |
| 1997년 | 이종범 | 해태 타이거즈 | 64   |                     |
| 1998년 | 정수근 | OB 베어스     | 44   |                     |
| 1999년 | 정수근 | 두산 베어스   | 57   |                     |
| 2000년 | 정수근 | 두산 베어스   | 47   |                     |
| 2001년 | 정수근 | 두산 베어스   | 52   |                     |
| 2002년 | 김종국 | KIA 타이거즈  | 50   |                     |
| 2003년 | 이종범 | KIA 타이거즈  | 50   |                     |
| 2004년 | 전준호 | 현대 유니콘스 | 53   |                     |
| 2005년 | 박용택 | LG 트윈스     | 43   |                     |
| 2006년 | 이종욱 | 두산 베어스   | 51   |                     |
| 2007년 | 이대형 | LG 트윈스     | 53   |                     |
| 2008년 | 이대형 | LG 트윈스     | 63   |                     |
| 2009년 | 이대형 | LG 트윈스     | 64   |                     |
| 2010년 | 이대형 | LG 트윈스     | 66   |                     |
| 2011년 | 오재원 | 두산 베어스   | 46   |                     |
| 2012년 | 이용규 | KIA 타이거즈  | 44   |                     |
| 2013년 | 김종호 | NC 다이노스   | 50   |                     |
| 2014년 | 김상수 | 삼성 라이온즈 | 53   |                     |
| 2015년 | 박해민 | 삼성 라이온즈 | 60   |                     |
| 2016년 | 박해민 | 삼성 라이온즈 | 52   |                     |
| 2017년 | 박해민 | 삼성 라이온즈 | 40   |                     |
| 2018년 | 박해민 | 삼성 라이온즈 | 36   |                     |
| 2019년 | 박찬호 | KIA 타이거즈  | 39   |                     |
| 2020년 | 심우준 | kt 위즈       | 35   | 최소 도루 도루왕    |
| 2021년 | 김혜성 | 키움 히어로즈 | 46   |                     |
| 2022년 | 박찬호 | KIA 타이거즈  | 42   |                     |
| 2023년 | 정수빈 | 두산 베어스   | 39   |                     |
| 2024년 | 조수행 | 두산 베어스   | 64   |                     |